# Przemyśl (district)
Przemyśl (powiat przemyski) is een district (powiat) in de Poolse woiwodschap Subkarpaten. De oppervlakte bedraagt 1213,73 km², het inwonertal 74.067 (2014). Het bestuur zetelt in Przemyśl, maar de stad is geen onderdeel van het district. Deze vormt een eigen stadsdistrict.
Stadsdistricten:
Rzeszów · Tarnobrzeg · Przemyśl · Krosno

Districten:
Bieszczady · Brzozów · Dębica · Jarosław · Jasło · Kolbuszowa · Krosno · Łańcut · Lesko · Leżajsk · Lubaczów ·  Mielec · Nisko · Przemyśl · Przeworsk · Ropczyce-Sędziszów · Rzeszów · Sanok · Stalowa Wola · Strzyżów · Tarnobrzeg

Grootste steden:
Dębica · Jarosław · Jasło · Krosno · Mielec · Przemyśl · Rzeszów · Sanok · Stalowa Wola · Tarnobrzeg